# Hosston
Hosston é uma vila localizada no estado americano de Luisiana, na Paróquia de Caddo.

## Demografia
Segundo o censo americano de 2000, a sua população era de 387 habitantes.
Em 2006, foi estimada uma população de 372, um decréscimo de 15 (-3.9%).

## Geografia
De acordo com o United States Census Bureau tem uma área de
7,2 km², dos quais 6,9 km² cobertos por terra e 0,3 km² cobertos por água.

## Localidades na vizinhança
O diagrama seguinte representa as localidades num raio de 16 km ao redor de Hosston.